# Gudivada
Gudivada é uma cidade e sede do mandal de Gudivada na divisão de Gudivada no distrito de Krishna no estado de Andra Pradexe, na Índia. Em 2011, tinha uma população de 118.167 habitantes. Gudivada é uma das cidades do estado que faz parte da região da capital de Andra Pradexe.